# NBMI
NBMI ist ein Chelatbildner, der von der Universität Kentucky entwickelt wurde, um kontaminierte Böden und Wasser von Schwermetallen zu reinigen. Aufgrund seiner Fettlöslichkeit scheint er hierfür jedoch nur begrenzt anwendbar zu sein.

## Herstellung
Die Synthese erfolgt durch die Reaktion von Isophthaloyldichlorid mit Cysteamin.

## Verwendung
NBMI kann verwendet werden, um Schwermetalle wie Blei, Cadmium, Kupfer, Mangan, Zink, Eisen und Quecksilber aus Grundwasser, Kohleabfall, Golderz, Abwasser von Batterie-Recyclinganlagen oder kontaminierten Böden zu binden.

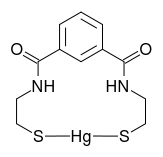
An NBMI gebundenes Quecksilber (Hg)
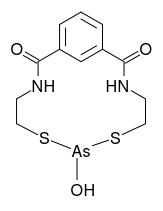
An NBMI gebundenes Arsen (As)

Anscheinend bindet NBMI Quecksilber stärker als andere Chelatbildner. Selbst bei hohen pH-Werten und dem Vorhandensein von Cyaniden, wie in Abwässern von Goldminen, wird das Quecksilber nicht wieder abgegeben. Die besondere Stabilität der Bindung an Quecksilber kann der geradlinigen Anordnung zu den beiden Thiolgruppen zugeschrieben werden.
Die Fa. CTI Science verkaufte NBMI bis Juli 2010 unter dem Namen OSR#1 als Nahrungsergänzungsmittel. Da OSR#1 nicht die Kriterien für ein Nahrungsergänzungsmittel erfüllte, wurde der Vertrieb auf Druck von der U.S. Food and Drug Administration eingestellt. Im Januar 2012 wurde NBMI durch die Europäische Kommission der Status „Arzneimittel gegen eine seltene Krankheit“ zuerkannt, wodurch der Fa. CTI Science zehnjährige Exklusivrechte ab Marktzulassung garantiert werden. Am 1. Juli 2016 wurde die Phase 2a der Zulassung abgeschlossen.
Tierversuche mit anorganischem Quecksilber zeigen, dass NBMI Quecksilber im Körper wirksam bindet, wobei es langsam ausgeschieden wird. Versuchstiere zeigten keine Vergiftungserscheinungen. Dabei bleibt die Frage, wie sich die NBMI-Quecksilber-Verbindung langfristig verhält. Im Gegensatz zu DMPS und DMSA ist NBMI fettlöslich und kann daher in anderes Gewebe, wie in das Gehirn und das Knochenmark, eindringen. Im Tierversuch wurde die Menge an Quecksilber im Gehirn nicht erhöht, aber auch nicht signifikant verringert. Es gibt jedoch Hinweise darauf, dass sich die NBMI-Quecksilber-Verbindung ins Fettgewebe umlagert. Es ist nicht bekannt, wie NBMI im Menschen bei Methylquecksilber wirkt. Für die Fadenwurmart Caenorhabditis elegans konnte bei akuter und chronischer Vergiftung die Methylquecksilberkonzentration durch NBMI gesenkt werden.
Im Gegensatz zu DMPS und DMSA scheint die Bindungsfähigkeit von NBMI zu schwach zu sein, um Kupfer und Zink im Körper zu binden, während Eisen wahrscheinlich gebunden wird. Weiter besitzt es keine Affinität zu Ca2+, Mg2+, Na+ und K+.

## Handelsname
- Irminix[13]